# Pinega (chef-lieu)
Pinega (Пинега) est bourg rural du raïon de Pinega, rattaché à l'oblast d'Arkhangelsk en Russie. Il s'étend en rive droite de la Pinega (d'où son nom) et fait fonction de chef-lieu du conseil rural de  Pinega (le district  en comprend 17).

## Histoire

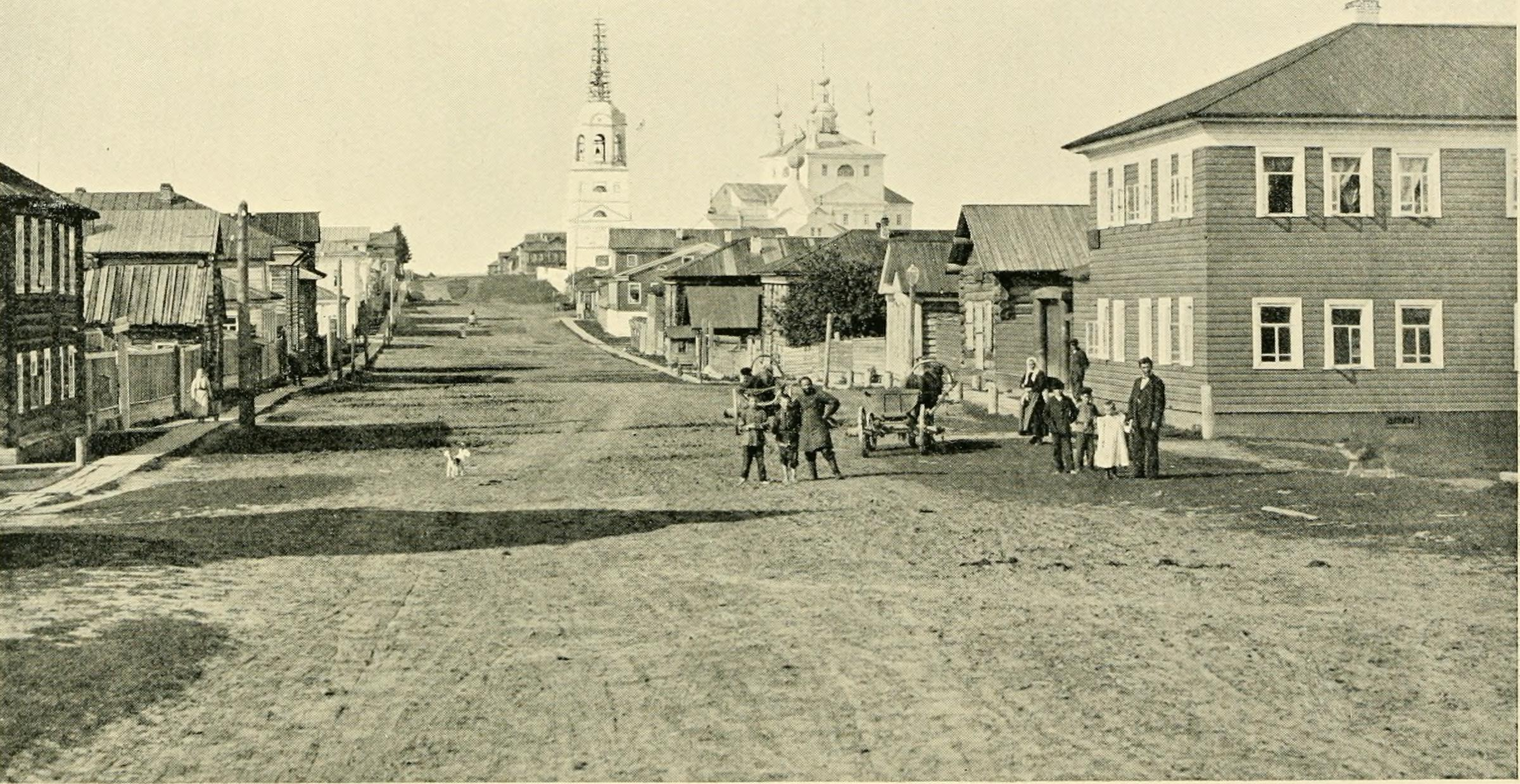
La gare de Vieux-Pinega. Photo tirée de Travels of a naturalist in northern Europe, Norway, 1871, Archangel, 1872, Petchora, 1875 par J. A. Harvie-Brown (1905).

Au XVIIe siècle, Pinega était une paroisse du portage de Pinega. Dans le cadre de la réforme administrative de Pierre le Grand (1708), la région fut rattachée au Gouvernement d'Arkhangelogorod, avec la création de l'ouïezd de Kevrola, dont le chef-lieu était Kevrola, qui n'est plus aujourd'hui qu'un village. En 1780, ce gouvernement devint la « lieutenance de Vologda », et dans ce mouvement l'ouïezd de Kevrola devint l'ouïezd de Pinega, dont le chef-lieu était désormais Pinega, qui y gagna le statut de ville. En 1796, l'ouïezd de Pinega fut rattaché au Gouvernement d'Arkhangelsk. Cent ans plus tard (1897), la population de Pinega n'était encore que de 992 habitants ; mais en 1925, Pinega, tout en demeurant le chef-lieu de l'ouïezd, fut rétrogradé au rang de selo (village), et en février 1927, l'ouïezd de Pinega était dissout et son territoire, rattaché à l'ouïezd d'Arkhangelsk.
Au cours de la Guerre civile russe en 1918, Pinega et ses environs furent le théâtre de plusieurs affrontements entre l'Armée Rouge et le corps expéditionnaire britannique qui occupa la ville quelques semaines.
En 1929, on a regroupé plusieurs gouvernements pour former le Kraï du Nord. Le 15 juillet 1929, l'URSS décida la dissolution des ouïezds, et c'est ainsi que fut institué le district de Pinega, subdivision de l'okroug d'Arkhangelsk dans le Kraï du Nord. En 1930, l'okroug fut à son tour dissout et le district a été rattaché à l'administration centrale du Kraï du Nord. En 1936, ce kraï devint l'éphémère oblast du Nord (1936-1937) avant d'être partagé entre l'oblast d'Arkhanguelsk et celui de Vologda. Puis en 1959, les districts de Karpogory et de Pinega ne formèrent plus qu'un seul district, avec pour chef-lieu Karpogory,
De 1960 à 1993, Pinega restait considérée comme une zone urbaine, mais a été depuis reclassée comme bourg rural.

## Économie

### Transports
La Pinega est navigable en aval du village de Sogra, bien que le trafic soit irrégulier. Pinega occupe le coude où cette rivière oblique brusquement au sud-ouest. De là, elle s'écarte de plusieurs kilomètres du lit du Kouloï. Un canal de jonction reliant la vallée de la Pinega à celle du Kouloï a été creusé dans le cadre des grands chantiers en 1926—1928 ; ce canal, toutefois, est aujourd'hui pratiquement à l'abandon.
Une route importante (non-revêtue) longe la rive droite de la Pinega relie Arkhanguelsk à la vallée du Mezen. Une antenne de cette route, elle aussi non-revêtue, prolonge la route de Pinega à Karpogory, et mène, via le village de Zanyoukhtcha, aux colonies forestières de la République des Komis.

## Culture et tourisme

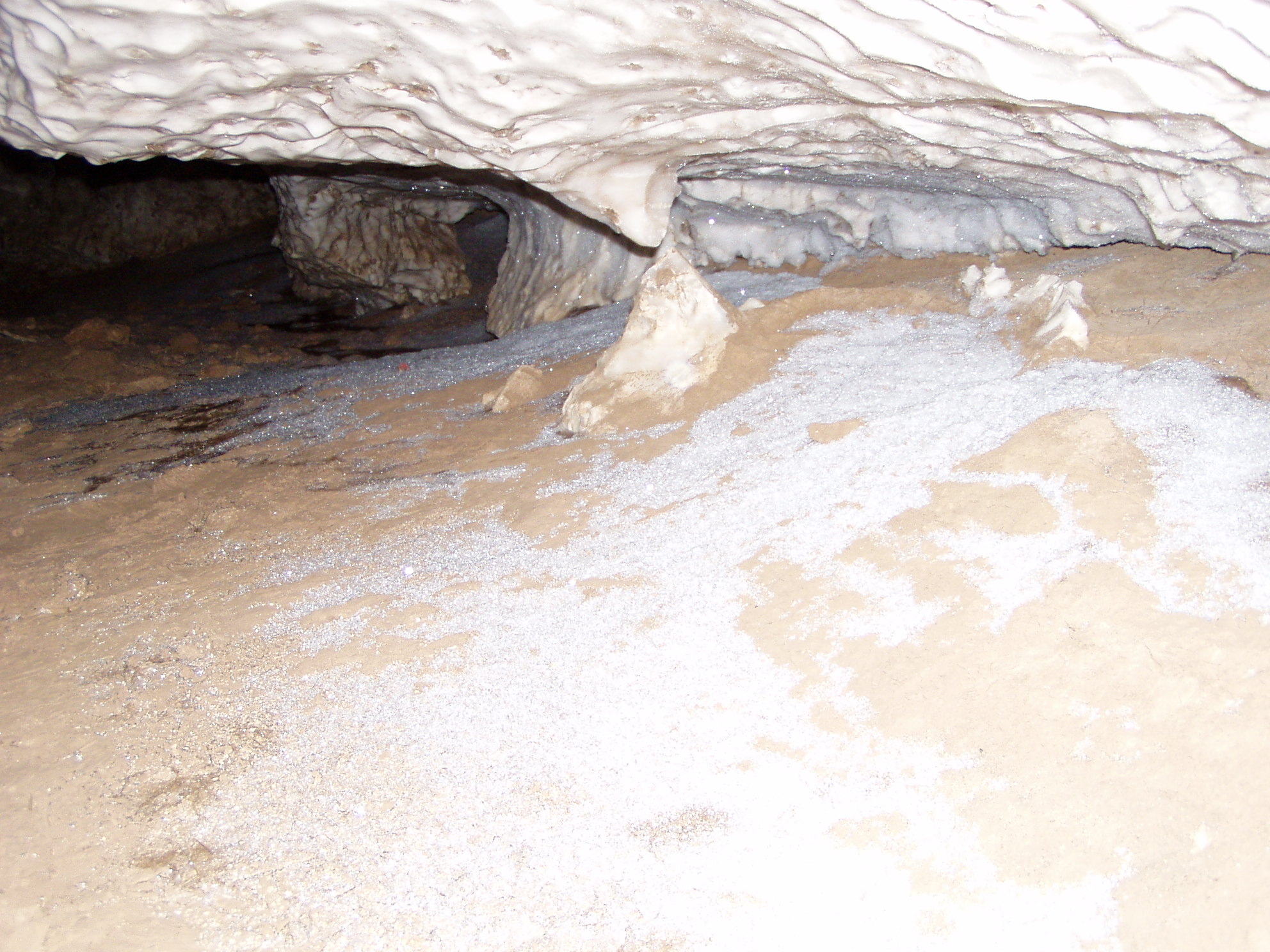
La grotte de Pinega.

L'une des principales attraction sont les grottes karstiques en aval de la Pinega, et le massif karstique en rive droite de la rivière est classé zone naturelle. Le musée du district de Pinega se trouve à Pinega.
Le monastère de Krasnogorsk, classé au patrimoine culturel et historique fédéral, mais laissé à l'abandon, ne se trouve qu'à 15 km de Pinega, dans le village de Maletino.